# Nuneaton
Nuneaton är en stad i grevskapet Warwickshire i England. Staden är huvudort i distriktet Nuneaton and Bedworth och ligger vid Coventry Canal, 13 kilometer norr om Coventry samt 30 kilometer öster om Birmingham. Tätortsdelen (built-up area sub division) Nuneaton hade 86 552 invånare vid folkräkningen år 2011.
Staden var tidigare känd för sin industri: järnverk, textilindustrier och omgivande kolgruvor. Staden nämndes i Domedagsboken (Domesday Book) år 1086, och kallades då Etone.